# Our Brand Is Crisis
Our Brand Is Crisis is een Amerikaanse film uit 2015 onder regie van David Gordon Green, gebaseerd op de gelijknamige documentaire uit 2005. De film ging in première op 11 september op het 40ste Internationaal filmfestival van Toronto.

## Verhaal
De Boliviaanse politicus Pedro Gallo neemt de Amerikaanse firma van James Carville (GSC) onder de arm om hem mee te helpen voor zijn politieke campagne voor de presidentsverkiezingen in 2002. GSC stuurt Jane Bodine (Sandra Bullock) als campagneleider naar Bolivia. Ze zal er moeten strijden tegen haar aartsvijand Pat Candy (Billy Bob Thornton), die de campagne leidt voor de politieke tegenstander Victor Rivera. Bodine’s Amerikaanse politieke strategieën bezorgen Pedro Gallo uiteindelijk de overwinning.

## Rolverdeling
| Acteur             | Personage              |
| ------------------ | ---------------------- |
| Sandra Bullock     | 'Calamity' Jane Bodine |
| Scoot McNairy      | Richard Buckley        |
| Billy Bob Thornton | Pat Candy              |
| Anthony Mackie     | Ben                    |
| Ann Dowd           | Nell                   |
| Joaquim de Almeida | Pedro Gallo            |
| Zoe Kazan          | LeBlanc                |
| Carmela Zumbado    | verslaggever           |

## Productie
De film kreeg matige tot slechte kritieken van de filmcritici ondanks de goede acteerprestaties van Sandra Bullock.